# 哈維 (阿肯色州)
哈維（英語：Harvey）是位於美國阿肯色州斯科特縣的一個非建制地區。該地的面積和人口皆未知。

## 地理
哈維的座標為34°50′45″N 93°47′07″W / 34.84583°N 93.78528°W，而該地的平均海拔高度為183米（即600英尺）。